# シルバーウィーク
シルバーウィーク、シルバーウイーク（和製英語：Silver Week, SW）とは、日本の秋の休日が多い期間を指す。ゴールデンウィークに対となる言葉。

## 分類1
ゴールデンウィークとは異なり、毎年固定の期間を示す語ではない。この語の趣旨として、以下のようなものがある。
- 1950年代に映画界が作成して提唱した、文化の日を中心とした一定期間を指す宣伝用語。
- 9月または10月末から11月の、祝祭日が多い大型連休を指す通称。
  - 日付の並びなどで2009年に初めて発生した、9月の大型連休。
  - 2007年に当時の与党で検討された、現行の祝日の日付を移動することにより10月末から11月初旬に構想された大型連休。

## 定義

### 1950年代における映画界発祥の用語
日本の映画会社・大映の専務松山英夫によって1950年代前半に作成され同社によって提唱された、4月末から5月初めの大型連休の呼称「ゴールデンウィーク」と同様に、松山が作成し同社によって提唱されたものである。同社は秋の文化の日を中心とした期間を「シルバーウィーク」と名付け宣伝を行った。ごく一部の文献では、シルバーウィークの期間を「11月下旬の勤労感謝の日の前後」としているものもある。

### 9月の大型連休
1985年12月27日、国民の祝日に関する法律（祝日法）は「その前日及び翌日が『国民の祝日』である日（日曜日にあたる日及び前項に規定する休日にあたる日を除く。）は、休日とする。」と改正された。
2003年、ハッピーマンデー制度により本来9月15日だった敬老の日が9月第3月曜日となり、3連休となった。
2009年、改正後初めて秋分の日になる太陽の秋分点通過日が9月21日・22日・23日のいずれかで、かつ水曜日だった場合、2日前は必ず9月第3月曜日で敬老の日となり、両日に挟まれた火曜日が国民の休日となった。そのために日曜から水曜日が4連休、土曜日も休日として扱うと5連休となる。なお、秋分の日は9月24日になる可能性もあるが、当日が水曜となった場合の第3月曜は22日ではなく15日となるため、4 (5) 連休にならない。
秋分点通過日は海上保安庁の暦計算により確定し、秋分の日の日付（秋分日）は国立天文台による天体観測に依存するため、前年2月1日の官報で発表されて初めて正式な日付となる。詳細は「暦要項」を参照。
現行法では恒久的な連休ではなく、2009年・2015年の次は2026年まで大型連休は出現しない。
この時期は「ゴールデンウィーク」に類似する要素があることから「シルバーウィーク」と呼称するとされた。シルバーは老年世代の意味も含むことから、敬老の日を含む連休という意味もある。2000年代中盤でもその動きがあった。
2008年11月に三菱電機ビルテクノサービスが実施した「2009年カレンダーについての調査」の設問「2009年9月（の連休）に名前をつけるとすれば?（自由回答）」で「シルバーウィーク」が1位となった事をテレビやインターネットメディアなどが報ずると国内外ツアーを企画する旅行代理店などが使い始めて一気に定着した。
NHK、民放、一部の新聞などは「シルバーウィーク」と称さず「（秋の）大型連休」という表現で統一している（理由についてはゴールデンウィーク#「ゴールデンウィーク」の表現を変更しているケースを参照）。
毎年連休というわけでない希少性から「プラチナウィーク」、「（黄金週間に対比して）白金週間」と呼ばれることもある。
現行の祝日法の規定が変わらないと仮定した場合に、21世紀中に該当するのは
- 9月19 - 23日のパターン
  - 2009年、2015年、2026年、2037年、2043年、2054年、2071年、2099年
- 9月18 - 22日のパターン
  - 2032年、2049年、2060年、2077年、2088年、2094年

の各年であると予測される。2年連続で5連休となることはない。
秋分の日が火曜日の9月22日の場合は、前日が第3月曜日の敬老の日となり、国民の休日は無いものの、日曜・祝日が3日続くため、3 (4) 連休でのシルバーウィークとなる。最初の該当年は2020年であり、次の該当年は2048年となる予定。この場合、2048年・2049年と、2年連続で3 (4) 連休以上となる。
敬老の日の直後にある秋分の日がその週の金曜日または翌週の月曜日（振替休日も同様）となる場合には2週続けて3連休となる。tenki.jpをはじめ、行楽・イベント紹介のサイトでは前半・後半と紹介している。ゴールデンウイークも狭義では5月3日‐5日（主に官公庁・学校など）の3日間を指すことから敬老の日を含めた3連休がシルバーウイークとして扱われる可能性もある。

### 10月末 - 11月頭の大型連休
自公連立政権の自由民主党と公明党は2007年5月に、秋に大型連休を設ける構想があり、体育の日を11月1日に、勤労感謝の日を11月5日に移し、11月3日の文化の日と合わせて間に挟まれる11月2日と4日を「国民の休日」とし、11月に最低でも5連休とする提案が検討された。本案は、曜日配列によって最小5連休、最大9連休が実現する可能性があった。
景気対策を狙う構想に対し、勤労感謝の日が宮中祭祀で最重要とされる新嘗祭に由来するものであること、1873年（明治6年）以来固定日として唯一続く最も歴史ある日本の祝日で、全ての年齢層に定着していることなどから、自由民主党内の保守派を中心に「祝日の本来の意味が失われる」と移動案に反発論が続出した。
調査会社の中央調査社が2007年10月に全国の20歳以上の男女1347人から回答を得た調査では、全体の63パーセントがこの構想を「取り入れない方がよい」とした。
民主党は2012年に、10月に祝日分を集約し月火水か水木金を休日として、土日と合わせて5連休とする案を検討した。